# Statt Partei
Die Statt Partei (eigene Schreibweise: STATT Partei – DIE UNABHÄNGIGEN, Kurzbezeichnung: STATT Partei) ist eine deutsche Kleinpartei. Sie wurde 1993 als Wählervereinigung gegründet und zog noch im selben Jahr in die Hamburgische Bürgerschaft ein. Über eine Kooperation mit der SPD wurde sie an dem Hamburger Senat beteiligt. Ihr Versuch scheiterte, diesen Wahlerfolg auch auf andere Bundesländer sowie Europa- und Bundestagswahlen auszudehnen. Seit dem 1997 verpassten Wiedereinzug in das Hamburger Landesparlament ist sie oberhalb der kommunalen Ebene parlamentarisch bedeutungslos. Eine personelle und programmatische Erneuerung der Partei führte ab 2005 zu einer bürgerlich-liberalen Neuausrichtung, nachdem sie zwischenzeitlich rechtspopulistische Positionen bezogen hatte.

## Geschichte

### Vorgeschichte: Streit in der Hamburger CDU
Der Gründung der Statt Partei waren innerparteiliche Differenzen im Hamburger Landesverband der CDU vorangegangen. Eine Gruppe um Winfried Steffani, Karl Albrecht Schachtschneider, Leonhard Hoffmann und den späteren Gründer der Statt Partei, Markus Wegner, hatte wiederholt Kritik an der politischen Kultur und den Entscheidungsstrukturen innerhalb des Landesverbandes geübt. Im Zentrum dieser Kritik standen vor allem die damaligen Landesvorsitzenden Jürgen Echternach und Dirk Fischer, denen die Gruppe vorwarf, die Besetzung von Wahllisten auszukungeln. Über die Aufstellung der Kandidaten für die Bundestagswahl 1990 und die Bürgerschaftswahl 1991 kam es schließlich zum Eklat zwischen der Parteiführung und der als „CDU-Rebellen“ bekannt gewordenen Gruppe. Wegner reichte gegen die Bundestagswahl eine Klage beim Bundesverfassungsgericht (BVerfG) und gegen die Bürgerschaftswahl eine Klage beim Hamburgischen Verfassungsgericht (HVerfG) ein. Wegner argumentierte, die Parteiführung hätte den Delegierten des Landesparteitags keine Möglichkeit gegeben, die Zusammensetzung der Wahllisten zu diskutieren, sondern diese nur als Ganzes zur Abstimmung vorgelegt, was nach seiner Ansicht gegen die Wahlgesetze verstoße. Das HVerfG erkannte in seinem Urteilsspruch vom 4. Mai 1993 in dieser Abstimmungspraxis schwere Mängel, beurteilte sie als schwere Verstöße gegen das innerparteiliche Demokratiegebot und erklärte die Wahlen zu den Bezirksversammlungen Altona, Eimsbüttel, Hamburg-Nord, Wandsbek und Hamburg-Mitte sowie die Bürgerschaftswahl 1991 für ungültig und ordnete Neuwahlen an. Die Hamburgische Bürgerschaft beschloss daraufhin am 22. Juni 1993 fast einstimmig ihre Auflösung.

### Gründung in Hamburg (1993)
80 Tage vor der Bürgerschaftswahl initiierte Markus Wegner die öffentliche Gründung der Wählerinitiative „Statt Partei – Die Unabhängigen“. Gleich bei dieser Neuwahl am 19. September 1993 schaffte die Wählervereinigung mit 5,6 % den Einzug in die Hamburger Bürgerschaft. Sie ging mit der SPD ein koalitionsähnliches Bündnis ein (Kooperation), in welchem dem Hamburger Senat zwei parteiunabhängige Senatoren angehörten, die von der Statt Partei nominiert wurden: Erhard Rittershaus (Wirtschaft sowie 2. Bürgermeister), Klaus Hardraht (Justiz, bis August 1995) bzw. Wolfgang Hoffmann-Riem (Justiz, ab September 1995). Bei den gleichzeitig stattfindenden Hamburger Bezirkswahlen zog sie auch in alle Bezirksversammlungen ein.
Für die Statt Partei saßen in der Hamburgischen Bürgerschaft:
- Georg Berg
- Christian Bölckow
- Gundi Hauptmüller (Fraktionsaustritt am Anfang der Wahlperiode)
- Dieter Obermeier (stellvertretender Fraktionsvorsitzender bis November 1994)
- Achim Reichert (Fraktionsvorsitzender November 1994 bis Juni 1995,[7] anschließend Sprecher der Statt Partei Gruppe mit den fünf verbliebenen Abgeordneten)
- Klaus Scheelhaase (im Juni 1995 Austritt aus der Fraktion)
- Rotraut Meyer-Verheyen (bis Januar 1997; Austritt aus der Statt Partei und Bürgerschaft[8])
- Markus Wegner (Fraktionsvorsitzender bis November 1994;[9] im Juni 1995 Austritt aus der Fraktion)
- Fabian von Borcke (im Januar 1997 nachgerückt für Rotraut Meyer-Verheyen)

## Programm und Forderungen
Die Statt Partei war in Hamburg kurzfristig zur Beteiligung an der Regierung gelangt. Sie versäumte es, „vor ihrer bundesweiten Ausdehnung ein Programm und ein schärferes politisches Profil zu erarbeiten. Sie scheiterte letztendlich an ihrer Konzeptionslosigkeit und einem gehörigen Maß Selbstüberschätzung.“ So blieb es bei einem Bündel von Forderungen, von denen man wusste bzw. hoffte, dass sie populär waren, u. a.:
- Die Instrumente direkter Demokratie (Volksinitiativen, Volksbegehren und Volksentscheide) sollen mehr als bisher eingesetzt werden und Volksentscheide bei bestimmten Fragen verpflichtend sein.
- Politik und Verwaltung seien strikt voneinander zu trennen.
- Die Zahl der Abgeordneten in den Parlamenten sei zu verringern.
- Die Wahlkampfkostenerstattung müsse drastisch reduziert werden.

### Bundesweites Auftreten (1994)
Nach heftigen internen Debatten beschloss die Wählervereinigung im Januar 1994 – nun als Partei – bundesweit anzutreten. Sie blieb jedoch – außerhalb von Hamburg – oberhalb der kommunalen Ebene bedeutungslos. Denn schon bei der ersten Landtagswahl außerhalb von Hamburg, die 1994 in Niedersachsen stattfand, erreichte sie lediglich 1,3 % (zugleich war eine weitere Gruppierung mit dem Namen Statt Partei vom Landeswahlleiter zugelassen worden) und erhielt bei allen anderen Landtagswahlen außerhalb von Hamburg, bei denen sie antrat, noch schlechtere Ergebnisse. So erreichte sie 1994 bei der Europawahl lediglich 0,5 % und bei der Bundestagswahl im selben Jahr gar nur 0,1 %.
Außerhalb von Hamburg erreichte sie auf kommunaler Ebene zahlreiche Mandate; insbesondere bei den Kommunalwahlen in Schleswig-Holstein im Frühjahr 1994 konnten in manchen Gemeinden, Städten und Landkreisen bis zu 16 % der Stimmen gewonnen werden.

### Weiterer Verlauf und Niedergang (1995–2004)
Im Verlauf der Wahlperiode traten zunehmende Zerwürfnisse zwischen den Funktionsträgern auf, die mit dem Sturz des Fraktionsvorsitzenden und ehemaligen Spitzenkandidaten Markus Wegner im Dezember 1994 ihren Höhepunkt erreichten. Markus Wegner, der aus seiner Sicht die ursprünglich mit Henning Voscherau vereinbarte Kooperation mit der SPD Hamburg nicht um jeden Preis der Selbstaufgabe der Statt Partei und deren ursprünglichen Zielen von Bürgerverantwortung und mehr offener Demokratie betreiben wollte, trat im Sommer 1995 ebenso wie der Abgeordnete Klaus Scheelhaase aus der Statt Partei aus.
1997 scheiterte sie auch in Hamburg mit 3,8 % an der Fünf-Prozent-Hürde, war somit nicht mehr in der Bürgerschaft vertreten und schied auch aus allen Bezirksversammlungen aus.
In der Folge wurde die Partei von Rechtsextremisten unterwandert. Insbesondere in dieser Phase wurde die Partei als rechtspopulistisch eingestuft.
Selbst in Hamburg versank die Partei in der Bedeutungslosigkeit. 2001 erreichte sie in Hamburg trotz einer aufwendigen Wahlkampagne nur noch 0,4 %. Viele ehemalige Mitglieder und Wähler waren bei dieser Wahl vor allem zur damaligen Schill-Partei abgewandert. Bei der Bürgerschaftswahl von 2004 trat sie aufgrund parteiinterner Querelen und deutlicher Chancenlosigkeit nicht mehr an. Nicht zuletzt deshalb hatte Jürgen Hunke, der damalige Landesvorsitzende, die geplante Teilnahme an dieser Wahl verhindert. Sein Nachfolger Lothar Löser bemühte sich zunächst um eine einvernehmliche Lösung mit dem Bundesvorstand, der von dem ehemaligen NPD-Mitglied Gerhard Sundmacher geleitet wurde. Da dieses erfolglos blieb, kam es im November 2004 in Gronau zum Eklat, als der Landesverband Hamburg versuchte, den aus seiner Sicht unhaltbaren Bundesvorstand zu stürzen. Im Gegenzug wurde gegen den Landesvorstand Hamburg ein „Parteiausschlussverfahren“ eingeleitet, das aber wegen eines fehlenden Schiedsgerichtes weder satzungsgemäß und noch entsprechend den Vorschriften des Parteiengesetzes durchgeführt werden konnte. In der Folge löste sich der einzig noch bestehende größere Landesverband Hamburg der Statt Partei auf, die Mitglieder traten fast vollzählig aus.

### Versuch einer Wiederbelebung (seit 2005)
Nach diesem Aderlass machte die Partei einen Prozess der programmatischen Erneuerung durch. Auf dem Parteitag im Oktober 2005 setzte sich in der Bundespartei der liberale „Flügel“ durch. Neuer Bundesvorsitzende wurde der Hamburger und ehemalige Bundesschatzmeister Robert W. Hugo. Er suchte den Schulterschluss mit anderen Kleinparteien. So wurde ein Kooperationsabkommen mit den Liberalen Demokraten (LD) geschlossen, das diese jedoch auf ihrem Bundesparteitag im Oktober 2006 aufkündigten. Zur Landtagswahl in Sachsen-Anhalt 2006 trat die Statt-Partei erstmals gemeinsam auf einer Landesliste mit der Offensive D und der DSU an. Die Listenvereinigung nannte sich „Bündnis Offensive für Sachsen-Anhalt“.
Die Statt Partei schloss sich 2006 der „Allianz Demokratischer Parteien und Organisationen“ (ADPO) an. 2011 zählte die Statt Partei nur noch drei Landesverbände.

## Vertretung in Kommunalparlamenten
Die Statt Partei stellte bis zur Auflösung des Kreises zwei Kreisräte im Landkreis Merseburg-Querfurt. 2007 trat die Statt Partei im neugegründeten Saalekreis (Sachsen-Anhalt) zur Kreistagswahl an und erhielt 7,5 % der Stimmen, was vier Mandaten entsprach. Der Kandidat der Statt Partei für das Amt des Landrates, Günther Scholz, erreichte über 10 % der Stimmen. Im Burgenlandkreis (Sachsen-Anhalt) schloss die Statt Partei bei der Wahl 2007 eine Listenverbindung mit einer Bürgerliste, die einen Abgeordneten in den neuen Kreistag schickte.
Im Kreis Unna in Nordrhein-Westfalen war die Partei von 2004 bis 2009 mit einem Kreisrat vertreten. Im Stadtrat von Siegen errang sie 2004 mit 1,9 Prozent der Stimmen ein Mandat, das sie 2009 mit 0,6 Prozent verlor. Sie stellte im Stadtrat von Lünen von 1999 bis 2014 mindestens ein Stadtratsmitglied, wurde jedoch zur Gemeinderatswahl 2014 wegen Zweifeln am Parteistatus nicht zugelassen, wogegen keine Beschwerde eingelegt wurde.
Bei den Kommunalwahlen in Sachsen-Anhalt 2014 erhielt die Statt Partei im Saalekreis 9,65 % der Stimmen und war mit fünf Abgeordneten im Kreistag vertreten, außerdem mit vier Abgeordneten im Stadtrat von Merseburg und zwei Abgeordneten im Stadtrat von Leuna. 2019 blieben der Partei drei Sitze im Kreistag des Saalekreises, ebenfalls drei in Merseburg und ein Sitz in Leuna. Bei der Kommunalwahl 2024 trat die Partei nicht mehr an.